# Problem ranca
Problem ranca je problem koji je najviše istraživan u kombinatornoj optimizaciji, sa mnogo primena u stvarnom životu. Zbog ovoga je ispitano mnogo specijalnih slučajeva i napravljeno je mnogo generalizacija.
Zajedničko za sve verzije je n predmeta, a svaki predmet {\displaystyle 1\leq j\leq n} ima pridruženu vrednost pj i težinu wj. Cilj je sakupiti određeni broj predmeta, tako da vrednost ranca bude maksimalna, ali da težina ranca ne pređe zadatu vrednost W. Uglavnom, ovi koeficijenti se skaliraju da bi bili celi brojevi i gotovo uvek se pretpostavlja da su pozitivni.
Problem ranca u osnovnoj formi:
| maksimalno {\displaystyle \sum _{j=1}^{n}p_{j}x_{j}} |                                                  |                                              |
| predmet                                              | {\displaystyle \sum _{j=1}^{n}w_{j}x_{j}\leq W,} |                                              |
|                                                      | {\displaystyle x_{j}\in \{0,1\}}                 | {\displaystyle \forall j\in \{1,\ldots ,n\}} |

## Direktne generalizacije
Jedna od češćih varijanti je da se svaki predmet može birati više puta. Konkretno, kod problema ograničenog ranca za svaki predmet j, i gornju granicu uj (koja može biti pozitivan ceo broj ili beskonačno) za broj predmeta j može biti izabrano:
| maksimalno {\displaystyle \sum _{j=1}^{n}p_{j}x_{j}} |                                                               |  |
| predmet                                              | {\displaystyle \sum _{j=1}^{n}w_{j}x_{j}\leq W,}              |  |
|                                                      | {\displaystyle u_{j}\geq x_{j}\geq 0,x_{j}} ceo broj za sve j |  |

Neograničeni problem ranca (koji se nekada naziva i celobrojni problem ranca) ne postavlja gornju granicu za broj predmeta koji mogu da se odaberu: 
| maksimalno {\displaystyle \sum _{j=1}^{n}p_{j}x_{j}} |                                                     |  |
| predmet                                              | {\displaystyle \sum _{j=1}^{n}w_{j}x_{j}\leq W,}    |  |
|                                                      | {\displaystyle x_{j}\geq 0,x_{j}} ceo broj za sve j |  |

Lueker je pokazao 1975. godine da je varijata bez granice NP-kompletan problem. Obe varijatne, i sa ograničenjem i bez ograničenja, imaju aproskimativnu šemu polinomijalnog vremena - FPTAS (u suštini, kao i kod 0-1 problemna ranca).
Ako se predmeti podele na k klasa označene sa {\displaystyle N_{i}}, i ako iz svake klase mora da se uzme tačno jedan predmet, dobija se problem ranca sa višetrukim izborom:
| maksimalno {\displaystyle \sum _{i=1}^{k}\sum _{j\in N_{i}}p_{ij}x_{ij}} |                                                                      |                                                                       |
| predmet                                                                  | {\displaystyle \sum _{i=1}^{k}\sum _{j\in N_{i}}w_{ij}x_{ij}\leq W,} |                                                                       |
|                                                                          | {\displaystyle \sum _{j\in N_{i}}x_{ij}=1,}                          | za sve {\displaystyle 1\leq i\leq k}                                  |
|                                                                          | {\displaystyle x_{ij}\in \{0,1\}}                                    | za sve {\displaystyle 1\leq i\leq k} i sve {\displaystyle j\in N_{i}} |

Ako su za sve predmete vrednost i težina identični, dobijamo problem zbira podskupa (često je dat odgovarajući problem, problem odlučivanja ):
| maksimalno {\displaystyle \sum _{j=1}^{n}p_{j}x_{j}} |                                                  |  |
| predmet                                              | {\displaystyle \sum _{j=1}^{n}p_{j}x_{j}\leq W,} |  |
|                                                      | {\displaystyle x_{j}\in \{0,1\}}                 |  |

Ako imamo n predmeta i m rančeva sa kapacitetima {\displaystyle W_{i}}, dobijamo višestruki problem ranca:
| maksimalno {\displaystyle \sum _{i=1}^{m}\sum _{j=1}^{n}p_{j}x_{ij}} |                                                       |                                                                          |
| predmet                                                              | {\displaystyle \sum _{j=1}^{n}w_{j}x_{ij}\leq W_{i},} | za sve {\displaystyle 1\leq i\leq m}                                     |
|                                                                      | {\displaystyle \sum _{i=1}^{m}x_{ij}\leq 1,}          | za sve {\displaystyle 1\leq j\leq n}                                     |
|                                                                      | {\displaystyle x_{ij}\in \{0,1\}}                     | za sve {\displaystyle 1\leq j\leq n} i sve {\displaystyle 1\leq i\leq m} |

Kao specijalan slučaj višetrukog problema ranca, kada su vrednosti jednake težinama i svi binovi imaju isti kapacitet, možemo imati i problem zbira višetrukog podskupa:
Kvadratni problem ranca:
| maksimalno {\displaystyle \sum _{j=1}^{n}p_{j}x_{j}+\sum _{i=1}^{n-1}\sum _{j=i+1}^{n}p_{ij}x_{i}x_{j}} |                                                  |                                      |  |
| predmet                                                                                                 | {\displaystyle \sum _{j=1}^{n}w_{j}x_{j}\leq W,} |                                      |  |
| | {\displaystyle x_{j}\in \{0,1\}}                 | za sve {\displaystyle 1\leq j\leq n} |  |

Problem ranca - Unija skupa:
SUKP (Set-Union Knapsack Problem) je definisao Kellerer i dr.:

Dat je skup od {\displaystyle n} predmeta {\displaystyle N=\{1,\ldots ,n\}} i skup od {\displaystyle m}, tako reći, elemenata {\displaystyle P=\{1,\ldots ,m\}}, gde svaki predmet {\displaystyle j} odgovara podskupu {\displaystyle P_{j}} skupa elemenata {\displaystyle P}. Predmeti {\displaystyle j} imaju nenegativne vrednosti {\displaystyle p_{j}}, {\displaystyle j=1,\ldots ,n}, a elementi {\displaystyle i} nenegativne težine {\displaystyle w_{i}}, {\displaystyle i=1,\ldots ,m}. Konačna težina skupa predemeta je data konačnom težinom elemenata unije odgovarajućih skupa elemenata. Cilj je naći podskup predmeta sa konačnom težinom koja ne prelazi kapacitet ranca i maksimalnu vrednost.

## Višestruko ograničenje
Ako postoji više od jednog ograničenja (na primer, i granica za obim i granica za težinu, gde obim i težina svakog predmeta nisu povezani), dobijamo problem ranca sa višestrukim ograničenjem, višedimenzionalni problem ranca, ili m-dimenzionalni problem ranca. (Napomena, "dimenzija" se ovde ne odnosi na oblik predmeta.) Ovo ima 0-1, ograničenu, i neograničenu varijantu; neograničena je prikazana ispod.
| maksimalno {\displaystyle \sum _{j=1}^{n}p_{j}x_{j}} |                                                            |                                      |
| predmet                                              | {\displaystyle \sum _{j=1}^{n}w_{ij}x_{j}\leq W_{i},}      | za sve {\displaystyle 1\leq i\leq m} |
|                                                      | {\displaystyle x_{j}\geq 0}, {\displaystyle x_{j}} integer | za sve {\displaystyle 1\leq j\leq n} |

Pokazano je da je varijanta 0-1 (za sve fiksne {\displaystyle m\geq 2}) NP-komplentna oko 1980. godine i da nema FPTAS osim ako je P=NP.
Ograničena i neograničena varijanta (za sve fiksne {\displaystyle m\geq 2}) imaju istu složenost.
Za bilo koje fiksno {\displaystyle m\geq 2}, ovi problemi imaju pseudo-polinomijalni algoritam (sličan onom za klasičn problem ranca) i PTAS.

## Ranac-slični problemi
Ako su sve vrednosti jednake 1, možemo da pokušamo da minimizujemo broj predmeta koji tačno popunjuju ranac:
| minimalno {\displaystyle \sum _{j=1}^{n}x_{j}} |                                              |                                              |
| predmet                                        | {\displaystyle \sum _{j=1}^{n}w_{j}x_{j}=W,} |                                              |
|                                                | {\displaystyle x_{j}\in \{0,1\},}            | {\displaystyle \forall j\in \{1,\ldots ,n\}} |

Ako imamo broj skladišta (iste veličine), i želimo da spakujemo svih n predmeta u što je manje moguće skladišta, dobijamo bin-problem ranca, koji je urađen tako da ima indikator za varijable {\displaystyle y_{i}=1\Leftrightarrow } skladište i se trenutno koristi:
| milimalno {\displaystyle \sum _{i=1}^{n}y_{i}} |                                                        |                                                                                 |
| predmet                                        | {\displaystyle \sum _{j=1}^{n}w_{j}x_{ij}\leq Wy_{i},} | {\displaystyle \forall i\in \{1,\ldots ,n\}}                                    |
|                                                | {\displaystyle \sum _{i=1}^{n}x_{ij}=1}                | {\displaystyle \forall j\in \{1,\ldots ,n\}}                                    |
|                                                | {\displaystyle y_{i}\in \{0,1\}}                       | {\displaystyle \forall i\in \{1,\ldots ,n\}}                                    |
|                                                | {\displaystyle x_{ij}\in \{0,1\}}                      | {\displaystyle \forall i\in \{1,\ldots ,n\}\wedge \forall j\in \{1,\ldots ,n\}} |

- Problem seckanja zaliha je identičan bin-problemu ranca, ali pošto parcijalne istance obično imaju mnogo manje tipova predmeta, često se koristi druga formulacija. Predmet j je potreban Bj puta, svaki primer premdeta koji može da stane u samo jedan ranac ima promenljivu, xi (postoji m primera), i primer i koristi predmet j bij puta:

| minimalno {\displaystyle \sum _{i=1}^{m}x_{i}} |                                                       |                                      |
| predmet                                        | {\displaystyle \sum _{i=1}^{m}b_{ij}x_{i}\leq B_{j},} | za sve {\displaystyle 1\leq j\leq n} |
|                                                | {\displaystyle x_{i}\in \{0,1,\ldots ,n\}}            | za sve {\displaystyle 1\leq i\leq m} |

Ako na višestruki problem ranca, dodamo ograničenje da je svaki podskup veličine n i uklonimo ograničenje za konačnu težinu, dobijamo problem zadatka, koji je takođe problem pronalaženja maksimalnog bipartitivnog poklapanja:
| maksimalno {\displaystyle \sum _{i=1}^{k}\sum _{j=1}^{n}p_{ij}x_{ij}} |                                          |                                                                       |
| predmet                                                               | {\displaystyle \sum _{i=1}^{n}x_{ij}=1,} | za sve {\displaystyle 1\leq j\leq n}                                  |
|                                                                       | {\displaystyle \sum _{j=1}^{n}x_{ij}=1,} | za sve {\displaystyle 1\leq i\leq n}                                  |
|                                                                       | {\displaystyle x_{ij}\in \{0,1\}}        | za sve {\displaystyle 1\leq i\leq k} i sve {\displaystyle j\in N_{i}} |

U varijanti ranac maksimalne gustine postoji inicijalna težina {\displaystyle w_{0}}, 
i mi uvećavamo gustinu izabranog predemta koi ne ugrožava kapacitet ograničenja:

| maksimalno {\displaystyle {\frac {\sum _{j=1}^{n}x_{j}p_{j}}{w_{0}+\sum _{j=1}^{n}x_{j}w_{j}}}} |                                                  |                                              |
| predmet                                                                                         | {\displaystyle \sum _{j=1}^{n}w_{j}x_{j}\leq W,} |                                              |
|                                                                                                 | {\displaystyle x_{j}\in \{0,1\},}                | {\displaystyle \forall j\in \{1,\ldots ,n\}} |

Iako su manje poznadi od problema pomenutih iznad, postoji još nekoliko ranac-sličnih problema, uključujući:
- Ugneždeni problem ranca
- Kolapsirajući problem ranca
- Nelinearan problem ranca
- Obrnuto-parametarski problem ranca

Od ovih, poslednja tri su obrađena u referencnom radu Kellerer-a i drugih, Knapsack Problems.

## Literatura
- "Algorithms for Knapsack Problems", D. Pisinger. Ph.D. thesis, DIKU, University of Copenhagen, Report 95/1 (1995).